# Palpita galapagensis
Palpita galapagensis is een vlinder uit de familie van de grasmotten (Crambidae). De wetenschappelijke naam van deze soort is voor het eerst voorgesteld als Diaphania galapagensis door Bernard Landry en Maria Alma Solis in een publicatie uit 2016.
De voorvleugellengte bij het mannetje varieert van 13 tot 15 millimeter en bij het vrouwtje van 12 tot 14 millimeter. De spanwijdte bij het mannetje varieert van 26,5 tot 32 millimeter en bij het vrouwtje van 24 tot 30 millimeter.
De soort is endemisch voor de Galapagoseilanden (Ecuador).